# Roberta Peporine
Roberta Bianchi Grecco Manfrin Peporine, ou simplesmente Roberta Peporine (Ribeirão Preto, 12 de maio de 1979) é uma jornalista esportiva e apresentadora brasileira.
Foi repórter da Rede Record, TV Globo, TV Cultura e do SBT.

## Biografia
Roberta sempre teve uma ligação muito forte com o futebol, tanto pessoalmente como pela família.
Foi na sua cidade natal que Roberta iniciou sua carreira, em 1999, como repórter esportiva, pela Rede Record local. No mesmo ano passa a apresentar o telejornal local Bola na Rede, mas não deixa as reportagens.
Tornou-se conhecida na Record, a partir de 2001, por apresentar com muito bom humor os bastidores do esporte nos telejornais da casa. Na emissora, onde permaneceu até 2005, também foi apresentadora do Record nos Esportes e do bloco esportivo do Fala Brasil. Depois, foi para a Rede Globo e TV Cultura.
Em 2006, foi pro SBT, e além de ser repórter, apresentou o telejornal local SBT São Paulo. Em setembro de 2008 foi convidada a integrar o elenco do programa Olha Você, onde passou a ser apresentadora a partir de dezembro do mesmo ano do programa que acabou em 27 de março de 2009. Foi repórter do extinto programa TV Animal, de Beto Marden no SBT. 
Em 2011, apresentou o Momento da Sorte da Rede Bandeirantes, programa que exibia os sorteios das Loterias Caixa.
Em 2015 estreou um blog, o "Mãe Com Bom Gosto", com dicas de designer, moda, viagens, passeios e cuidados com crianças, entre outras.
Em 2021, apresentou o Programa Ewaá na TV, no canal do Alpha Channel TV.
Fora da televisão, fez eventos para clientes fixos, por várias vezes, como Kraft Foods do Brasil, Autovias (administradora de rodovia), locução para marca de automóvel, entrega de prêmios na linha médica, no automobilismo, entrega de prêmio no jornalismo esportivo (prêmio Aceesp), desenvolvimento de programa para Rotary Club e Grupo Odebrecht (atual Novonor), planejamento e Execução em Criação e Marketing publicitário para agência de automóvel (empresa da família), além de trabalhar com a Crefisa e Caixa Econômica Federal.

### Vida pessoal
Roberta é casada com o também repórter Fábio Lucas Neves, com quem tem as filhas Giulia e Maria Beatriz ("Mabê"), e é nora do apresentador Milton Neves.
É filha de Roberto Peporine e Dalva Bianchi Manfrin Peporine (falecida em 2014) e tem um irmão, Roberto Bianchi Grecco Manfrin Peporine.

## Carreira
- 2003 a 2005 - Rede Record
- 2005 - TV Cultura
- 2006 - SBT
- 2007 - Rede Record
- 2008 a 2010 -  SBT
- 2011 -  Rede Bandeirantes